# Tomasz Szukalski
Tomasz Szukalski (ur. 8 stycznia 1947 w Warszawie, zm. 2 sierpnia 2012 w Piasecznie) – polski saksofonista jazzowy.

## Życiorys

### Edukacja i początki kariery
Przeszedł całą drogę edukacji muzycznej: po nauce w warszawskim liceum muzycznym ukończył klasę klarnetu (pod kierunkiem
Ludwika Kurkiewicza) w PWSM w Warszawie. Samodzielnie zapoznał się z techniką gry na saksofonie sopranowym i tenorowym, sporadycznie używając także innych instrumentów, z których klarnet basowy zajmował szczególną pozycję. Kiedy był jeszcze uczniem szkoły średniej, rozpoczął występowanie na estradzie.
Jako nastolatek był członkiem zespołu, który akompaniował podczas koncertów grupie Partita, m.in. podczas Jazz Jamboree '67. Nawiązał także współpracę z zespołami Janusza Muniaka, Tomasza Ochalskiego oraz z Big Bandem Stodoła i sporadycznie z nimi występował.

### Lata 70.
Znamiennym dla młodego saksofonisty okazał się okres współpracy (od roku 1972) z zespołem czołowego wówczas saksofonisty altowego, Zbigniewa Namysłowskiego. Razem dokonali wielu nagrań. Podczas tej współpracy powstały znaczące (również dla Zbigniewa Namysłowskiego) albumy „Winobranie” i „Kuyaviak Goes Funky”. W okresie tym wzrosła pozycja saksofonisty na jazzowym rynku: do współpracy zapraszali go znane postacie rodzimego jazzu: Włodzimierz Nahorny, Tomasz Stańko czy Jan Ptaszyn Wróblewski.
W latach 1974–1979 wraz z Tomaszem Stańką koncertował i nagrywał płyty w całej Europie (również dla prestiżowego wydawnictwa ECM) wraz z takimi muzykami jak: Arild Andersen, Dave Holland, Edward Vesala, Palle Danielsson, Terje Rypdal, Palle Mikkelborg, Juhani Aaltonen czy Antti Hytti.
Mimo licznych wyjazdów z Tomaszem Stańko w latach 1975–1976 współpracował i nagrywał z zespołem SBB. Zimą 1976 roku wziął udział w warsztatach jazzowych „Radost ’76” w Mąchocicach k. Kielc, co zostało ówiecznione w filmie dokumentalnym pt. „Gramy Standard!” w reż. Andrzeja Wasylewskiego.
W tym czasie zdecydował się na założenie autorskiego zespołu. W roku 1977 powstał zespół The Quartet, skupiający wielkie indywidualności: basista Paweł Jarzębski, pianista Sławomir Kulpowicz oraz perkusista Janusz Stefański. The Quartet i jego muzyczne propozycje postrzegano jako typowy zespół bez lidera, złożony z wybitnych muzyków, będących indywidualnościami muzycznymi.
Zadebiutowali w roku 1977 – co nietypowe dla jazzmanów – nagraniami dla archiwum Polskiego Radia, ale już w styczniu 1978 odbyli dużą trasę koncertową po kraju, wystąpili na Jazz Jamboree'78. Repertuar tworzyły głównie kompozycje Kulpowicza oraz Szukalskiego, inspirowane muzyką takich postaci jak McCoy Tyner, Sonny Rollins, John Coltrane, tradycjami modern jazzu lat 60. The Quartet zaliczany był przez wielu krajowych i zagranicznych krytyków do najważniejszych zespołów jazzowych Europy.

### Lata 80.
W latach 1980–1981 Tomasz Szukalski i Józef Skrzek stworzyli duet grający wysublimowane fusion uwiecznione na płycie „Ambitus Extended”. Tomasz towarzyszył też jako solista założonej po rozwiązaniu SBB Formacji Józefa Skrzeka nagrywając m.in. płytę „Wojna Światów”. W roku 1981 występował zarówno na Jazz Jamboree ’81, jak i na towarzyszącym Rock Jamboree ’81 i wraz z Formacją Józefa Skrzeka (Andrzej Ryszka, Andrzej Urny) i grał z takimi muzykami jak Gil Goldstein oraz Dean Brown.
Miesiąc przed ogłoszeniem stanu wojennego wyjechał jeszcze do Baden-Baden, by zagrać wśród takich postaci jak Rashied Ali, Alan Skidmore czy Albert Mangelsdorff cykl koncertów poświęconych pamięci Johna Coltrane’a.
Po nastaniu stanu wojennego Szukalski zaproszony został do współpracy przez Jana Ptaszyna Wróblewskiego, który w tym czasie kierował SPPT Chałturnik i Studiem Jazzowym Polskiego Radia. Po okresie ostrego straight-ahead jazzu, sukcesach z zespołami Namysłowskiego, Stańko i The Quartet udział w muzyce mainstreamowej Ptaszyna Wróblewskiego nie był dla Szukalskiego kreatywną odskocznią.
Dopiero w roku 1984 wraz z nowym trio (Czesław Bartkowski – perkusja, Wojciech Karolak – instrumenty klawiszowe) muzyka saksofonisty nabrała większego wigoru. Album „Time Killers” został uznany przez krytyków za najciekawszą polską płytę jazzową lat 80. Zachęcony sukcesem zorganizował w 1985 r. kolejny kwartet (Piotr Biskupski, Andrzej Cudzich, Andrzej Jagodziński), który z założenia miał przejąć sukcesję po The Quartet.
W 1986 roku Szukalski wraz z pianistą Januszem Szprotem utworzył duet Blues Duo SZ-SZ i choć dokonali wielu nagrań i wystąpili na licznych koncertach, to formacja okazała się efemerydą na polskim rynku jazzowym.

### Lata 90. i współcześnie
Do koncepcji duetu Szukalski powrócił raz jeszcze: od roku 1990 gra wspólnie z pianistą Arturem Dutkiewiczem. Z muzykami: Dutkiewiczem, Cudzichem i zmieniającymi się perkusistami, reaktywował koncepcję kwartetu.
Od roku 2000 coraz częściej występuje w trio (Wojciech Karolak, Krzysztof Dziedzic) oraz gościnnie w różnych konstelacjach i zespołach, np. Tadeusz Nalepa, Piotr Wojtasik, Wojciech Majewski, Carrantuohill czy Apostolis Anthimos Quartet (Arild Andersen i Krzysztof Dziedzic lub Janusz Skowron).

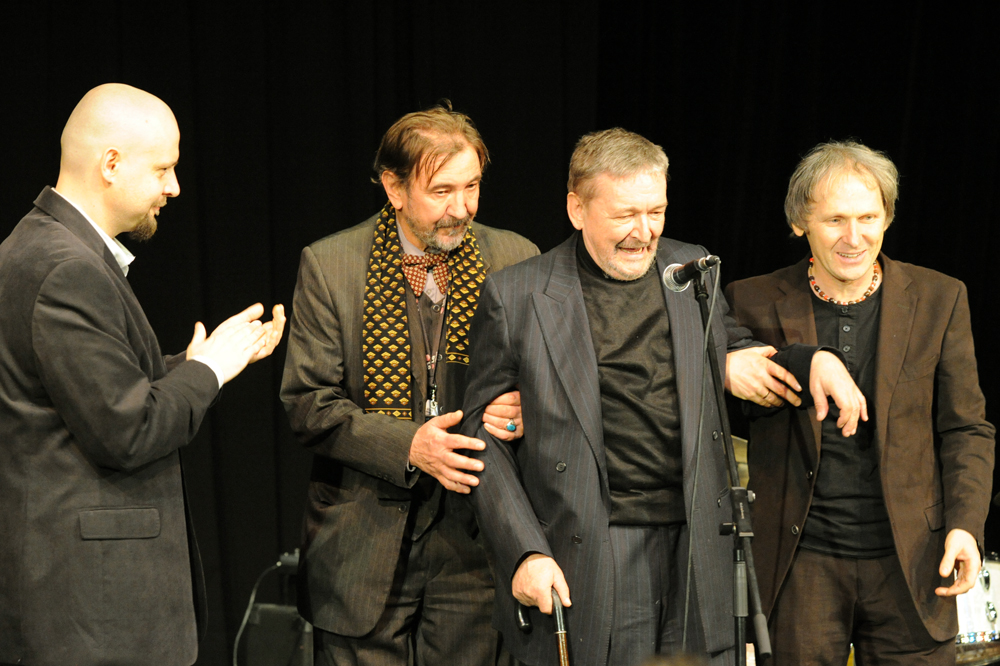
Tomasz Szukalski (w środku) w trakcie benefisu w Warszawie – 21 listopada 2010

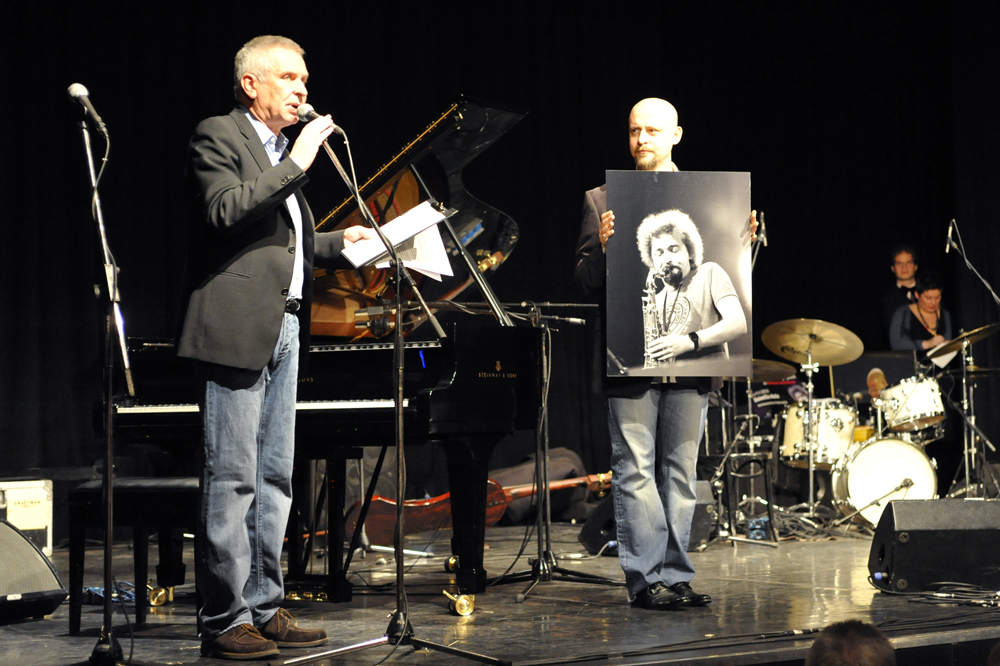
Licytacja w trakcie benefisu w Warszawie – 21 listopada 2010

W „Dniu Szakala” zorganizowanym w celu pomocy Szukalskiemu 21 listopada 2010 roku w Warszawie przez pianistę Artura Dutkiewicza i RadioJazz.fm, udział wzięli polscy artyści, którzy zjechali się z całego świata, między innymi:
- Krzysztof Herdzin – piano
- Ewa Bem – vocal
- Jarosław Śmietana – guitar
- Adam Makowicz – piano
- Michał Urbaniak – violin
- Leszek Możdżer – piano
- Artur Dutkiewicz – piano
- Wojciech Karolak – hammond
- Urszula Dudziak – vocal
- Aga Zaryan – vocal
- Paweł Jarzębski – double bass
- Janusz Stefański – drums
- Marcin Wasilewski – piano
- Sławomir Kurkiewicz – double bass
- Michał Miśkiewicz – drums
- Józef Skrzek – piano, minimoog, harmonica, vocal
- Krzysztof Ścierański – bass
- Tomasz Stańko – trumpet
- Jorgos Skolias – vocal
- Łukasz Żyta – drums

Szukalski pod koniec życia przebywał w Domu Artysty Weterana w podwarszawskim Skolimowie. Zmarł w szpitalu w Piasecznie. Został pochowany na cmentarzu Bródnowskim w Warszawie (kw. 9D-4-25).

## Odznaczenia
W 2012 r. odznaczony został Srebrnym Medalem Zasłużony Kulturze Gloria Artis.

## Dyskografia

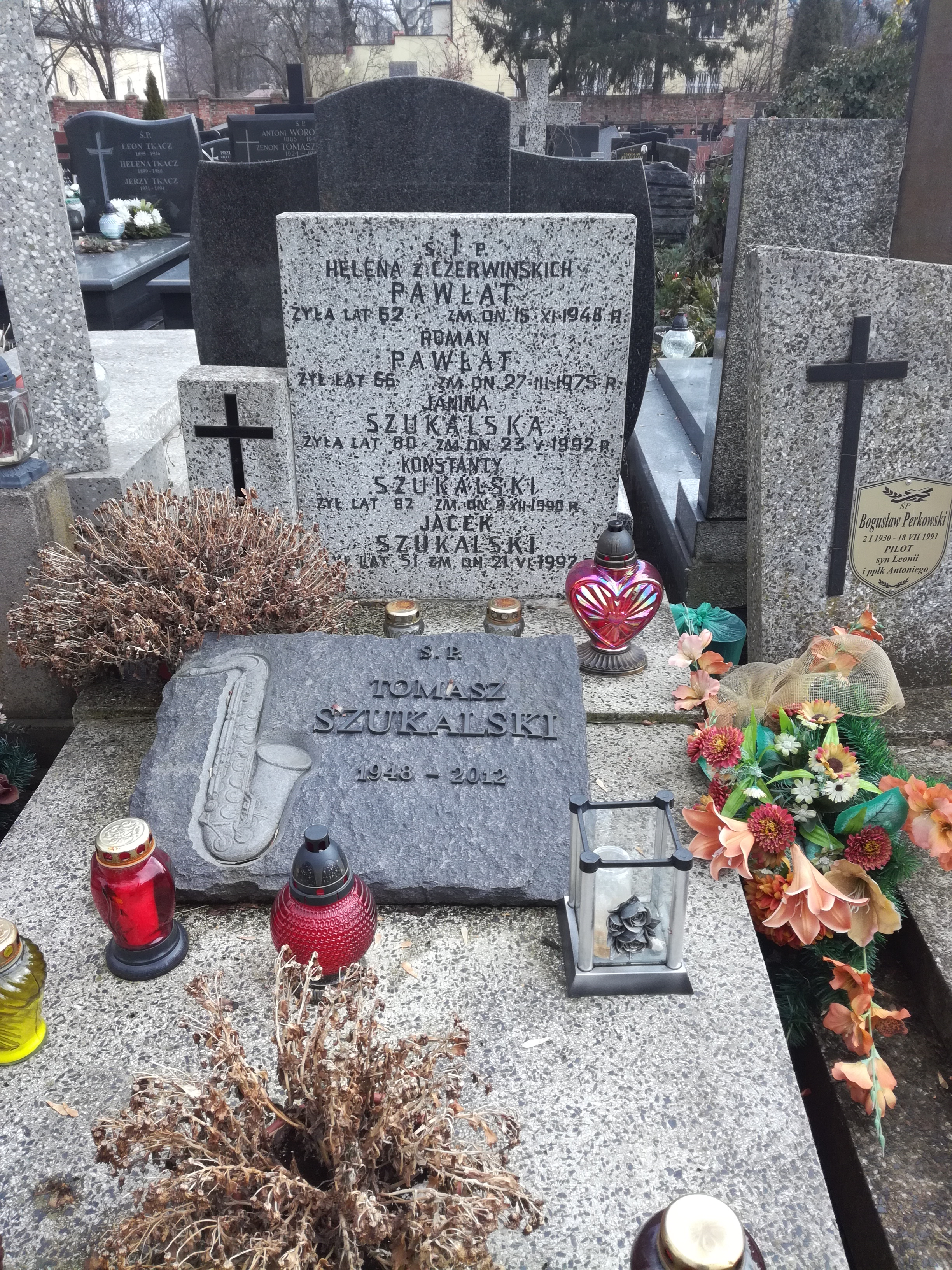
Grób Tomasza Szukalskiego na cmentarzu Bródnowskim

| Nagrany   | Wydany      | Album                                                                                        | Wykonawca | Rodzaj                                   | Wytwórnia                                 |
| --------- | ----------- | -------------------------------------------------------------------------------------------- | --- | ---------------------------------------- | ----------------------------------------- |
| 1972      | 1974        | Koncert podwójny na 5 solistów i orkiestrę (Double Concerto for Five Soloists and Orchestra) | Tomasz Szukalski, Zbigniew Seifert, Janusz Muniak, Włodzimierz Nahorny, Zbigniew Namysłowski, Czesław Niemen, Bronisław Suchanek, Janusz Stefański, Stu Martin, Tomasz Stańko, Jan Jarczyk, Jan Ptaszyn Wróblewski i inni | nagranie studyjne                        | Poljazz Z-SXL 0553                        |
| 1972      |             | Sound of Marianna Wróblewska                                                                 | Marianna Wróblewska |                                          | PN Muza SXL 0847                          |
| 1972      |             | Naga 1                                                                                       | Niebiesko-Czarni |                                          | PN Muza SXL 0881                          |
| 1972      |             | Naga 2                                                                                       | Niebiesko-Czarni |                                          | PN Muza SXL 0882                          |
| 1973      |             | Winobranie Vintage)                                                                          | Zbigniew Namysłowski |                                          | PN Muza SXL 0952                          |
| 1973      |             | Rien ne va plus                                                                              | Novi Singers |                                          | PN Muza SXL 1009                          |
| 1973      |             | Night Jam Session in Warsaw 1973                                                             | All Stars After Hours | album koncertowy                         | PN Muza SXL 1033                          |
| 1973      |             | Interjazz 3                                                                                  | Tomasz Szukalski, John McLaughlin i inni | album koncertowy, kompilacja             | Supraphon 1 15 1739                       |
| 1974      |             | Easy!                                                                                        | Wojciech Karolak |                                          | PN Muza SXL 1069                          |
| 1974      |             | Chałturnik                                                                                   | S.P.P.T. Chałturnik |                                          | PN Muza SXL 1079                          |
| 1974      |             | TWET                                                                                         | Tomasz Stańko, Edward Vesala, Peter Warren, Tomasz Szukalski | nagranie studyjne                        | PN Muza SXL 1138                          |
| 1974      |             | Sprzedawcy glonów (Algae Dealers)                                                            | Jan Ptaszyn Wróblewski | nagranie studyjne                        | PN Muza SXL 1141                          |
| 1975      |             | Kujaviak Goes Funky                                                                          | Zbigniew Namysłowski Quintet |                                          | PN Muza SX 1230                           |
| 1975      |             | Three Thousands Points                                                                       | Krzysztof Sadowski |                                          | PN Muza SX 1277                           |
| 1975      | 2004        | Sikorki (Tits)                                                                               | SBB | nagranie studyjne                        | Metal Mind Productions                    |
| 1975      |             | Jazz Jamboree 75 Vol. 2                                                                      | Karin Krog & Zbigniew Namysłowski Quintet | album koncertowy                         | PN Muza SX 1340                           |
| 1975      | 1976        | Balladyna                                                                                    | Tomasz Stańko, Tomasz Szukalski, Dave Holland, Edward Vesala | nagranie studyjne                        | ECM Records 1071, 1777597                 |
| 1976      |             | Ach! Jak Przyjemnie                                                                          | Sami Swoi | nagranie studyjne                        | PN Muza SX 1353                           |
| 1976      |             | Drums Dream                                                                                  | Czesław Bartkowski |                                          | PN Muza SX 1419                           |
| 1976      | 2004        | Anthology, Vol. 05                                                                           | SBB | nagranie studyjne                        | Metal Mind Productions                    |
| 1976      |             | Rodina                                                                                       | Edward Vesala, Tomasz Szukalski, Tomasz Stańko, Juhani Aaltonen, Pekka Poyry i inni |                                          | Love Records LRLP 189                     |
| 1976      |             | Satu                                                                                         | Edward Vesala, Tomasz Szukalski, Palle Mikkelborg, Terje Rypdal, Palle Danielsson, Tomasz Stańko, Juhani Aaltonen i inni                                                                                                  |                                          | ECM 1088                                  |
| 1976      | 1978        | Live at Remont                                                                               | Tomasz Stańko – Edward Vesala Quartet | album koncertowy                         | Helicon HR 1002                           |
| 1977      |             | Love Chant                                                                                   | Jan Wallgren – Bengt Ernryd Quartet |                                          | Dragon                                    |
| 1978      | 1979        | Almost Green                                                                                 | Tomasz Stańko, Tomasz Szukalski, Palle Danielsson, Edward Vesala | nagranie studyjne                        | Leo 008                                   |
| 1978      |             | Jasmine Lady                                                                                 | Zbigniew Namysłowski |                                          | PN Muza                                   |
| 1978      | 1978 / 2009 | The Quartet                                                                                  | The Quartet | nagranie studyjne                        | Poljazz / Anex AN 302                     |
| 1979      |             | Loaded                                                                                       | The Quartet | nagranie studyjne                        |                                           |
| 1979      |             | Swing Party                                                                                  | Krzysztof Sadowski |                                          | PN Muza SX 1796                           |
| 1979      |             | Neitsytmatka (Maiden Voyage)                                                                 | Edward Vesala, Tomasz Szukalski, Sławomir Kulpowicz, Paweł Jarzębski, Tomasz Stańko |                                          | Polarvox LJLP 1014                        |
| 1980      |             | Józefina                                                                                     | Józef Skrzek |                                          | Wifon LP 037                              |
| 1981      |             | Wojna Światów – następne stulecie (War of the Worlds – Next Century)                         | Józef Skrzek, Tomasz Szukalski, Robert Gola, Janusz Ziomber, Jan Skrzek |                                          | PN Muza SX 2342                           |
| 1981      |             | Ambitus Extended                                                                             | Józef Skrzek & Tomasz Szukalski |                                          | Helicon HR 1006                           |
| 1981      |             | Wojna Światów – Live (War of the Worlds – Live)                                              | Józef Skrzek Formation | nagranie na żywo z Czechosłowacji        | Wydawnictwo 21 21.014                     |
| 1981      |             | Kolędy (Carols)                                                                              | Józef Skrzek & Tomasz Szukalski | singiel kolędowy 45 obr.                 | Helicon HR 001                            |
| 1982      |             | Matko, która nas znasz...                                                                    | Stanisław Sojka feat. Tomasz Szukalski | nagranie studyjne                        | Helicon HR 1009                           |
| 1983      |             | Kolędy (Carols)                                                                              | Józef Skrzek & Tomasz Szukalski | singiel kolędowy 45 obr.                 | Helicon HR 002                            |
| 1984      |             | Time Killers                                                                                 | Wojciech Karolak – Tomasz Szukalski – Czesław Bartkowski |                                          | Helicon HR 1012                           |
| 1985      |             | Tina Kamila                                                                                  | Tomasz Szukalski | płyta dedykowana córce                   | PN Muza SX 2250                           |
| 1986      |             | Tina Blues                                                                                   | Tomasz Szukalski Quartet | album koncertowy                         | Poljazz PSJ 172, Wipe 7084                |
| 1986      |             | Interjazz 5                                                                                  | Milan Svoboda & The Polish – Czech Big Band | nagranie studyjne                        | Supraphon                                 |
| 1986      |             | Music from Poland at MIDEM ’86                                                               | różni wykonawcy |                                          | PN Muza SX 2292                           |
| 1987      |             | Polish Jazz Vol. 1                                                                           | |                                          | Wipe 7081                                 |
| 1987      | 1987        | Sen szaleńca (A Fool’s Dream)                                                                | Tadeusz Nalepa |                                          | PN Muza 2437                              |
| 1983−1988 | 1988        | Radioaktywny (Radioactive)                                                                   | Stanisław Sojka |                                          | PN Muza SX 2661                           |
| 1988      |             | Sunrise Sunset                                                                               | Grażyna Auguścik |                                          | PN Muza SX 2615                           |
| 1989      |             | Plays Ethio – Jazz                                                                           | Mulatu Astatke |                                          | Poljazz PSJ 252                           |
| 1989      |             | Blues Duo SZ – SZ / Sz-Sz Blues                                                              | Tomasz Szukalski – Janusz Szprot | nagranie studyjne                        | Wipe 7079                                 |
| 1989      |             | Borżomski Wąwóz / Body And Soul                                                              | Jazz Chorał & Tomasz Szukalski Quartet |                                          | PN Muza                                   |
| 1991      |             | Absolutnie (Absolutely)                                                                      | Tadeusz Nalepa |                                          | PN Muza SX 3011                           |
| 1991      |             | Body and Soul                                                                                | Tomasz Szukalski Quartet | album koncertowy                         | Polonia Records CD 003                    |
| 1993      | 1994        | A Farewell to Maria                                                                          | Tomasz Stańko |                                          | GOWI Records CDG 12                       |
| 1994      | 1994        | Balladyna – Theatre Play Compositions                                                        | Tomasz Stańko |                                          | GOWI Records CDG 16                       |
| 1996      |             | Selected Recordings (:rarum XVII)                                                            | Tomasz Stańko | kompilacja                               | ECM Records 8017                          |
| 1997      |             | Gadające Drzewo (Talking Tree)                                                               | Stół Pański feat. Tomasz Szukalski, Sławomir Kulpowicz & Andrzej Przybielski |                                          | ZBIG Records 001                          |
| 1999      |             | Lady Walking                                                                                 | Artur Dutkiewicz |                                          | Universal Music 546070-2                  |
| 1999      |             | Escape                                                                                       | Piotr Wojtasik |                                          |                                           |
| 1999      | 2004        | Anthology, Vol. 14                                                                           | SBB | album koncertowy                         | Metal Mind Productions                    |
| 2000      | 2001        | Reinkarnasja                                                                                 | Grzegorz Karnas |                                          | Not Two                                   |
| 2000      |             | Phone Consultations                                                                          | Tomasz Szukalski, Wojciech Karolak, Jarosław Śmietana Quartet |                                          |                                           |
| 2000      |             | Barefoot                                                                                     | Anna Maria Jopek |                                          | EmArcy 016 299-2                          |
| 2000      |             | O co tyle milczenia                                                                          | Anna Maria Jopek |                                          | Universal Music Polska                    |
| 2001      |             | Grechuta                                                                                     | Wojciech Majewski Quintet |                                          | Sony Music Entertainment Poland           |
| 2002      |             | My Lullaby                                                                                   | Aga Zaryan |                                          | Not Two/ Cosmopolis MW 737-2              |
| 2003      |             | Zamyślenie (Contemplation)                                                                   | Wojciech Majewski Quintet |                                          | Sony Music Entertainment Poland           |
| 2003      |             | Live in Warsaw (Skarpa Theatre)                                                              | Karin Krog & Tomasz Szukalski Quartet | album koncertowy, 50 kopii               | Mariusz Zych & Ambasada Norwegii w Polsce |
| 2004      |             | Sny (Dreams)                                                                                 | Grzegorz Karnas |                                          | DeBies 002                                |
| 2005      |             | O Panie przebacz mej myśli, że nie dość jeszcze Miłuję                                       | Józef Skrzek | kompilacja                               |                                           |
| 2005      | 2006        | Wolność w sierpniu (Freedom in August)                                                       | Tomasz Stańko, Tomasz Szukalski, Marcin Wasilewski, Apostolis Anthimos, Sławomir Kurkiewicz, Michał Miśkiewicz, Janusz Skowron                                                                                            | płyta dla Muzeum Powstania Warszawskiego | FIRe                                      |
| 2005      |             | Session Natural Irish & Jazz                                                                 | Carrantuohill |                                          | Celt / Rockers Publishing CC08            |
| 2005      |             | The Best of Polish Jazz 2005                                                                 | |                                          |                                           |
| 1981–2007 | 2010        | The Day of The Jackal                                                                        | Tomasz Szukalski, Apostolis Anthimos, Arild Andersen, Andrzej Cudzich, Artur Dutkiewicz, Paweł Jarzębski, Kazimierz Jonkisz, Sławomir Kulpowicz, Józef Skrzek, Janusz Stefański, Zbigniew Wiatr                           | album koncertowy, kompilacja 100 kopii   | prywatna limitowana edycja Mariusza Zycha |
| 2011      |             | The Masters of Polish Jazz                                                                   | Piotr Wojtasik |                                          |                                           |